# Louis de Fleurac

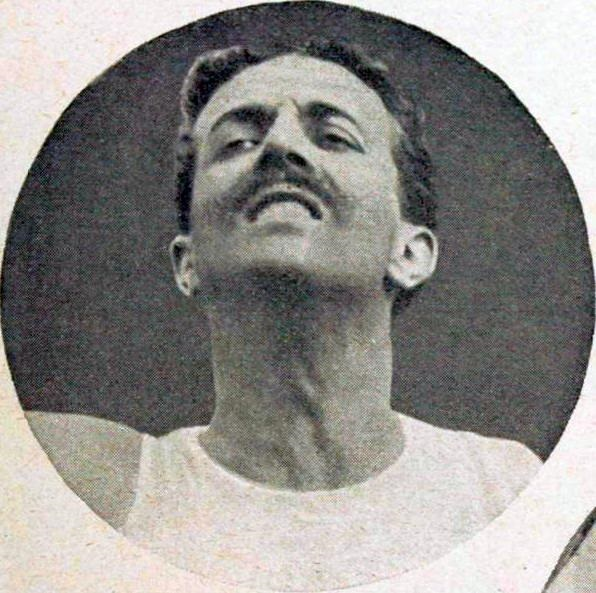
Louis de Fleurac en 1906.

Louis Victor Marie Bonniot de Fleurac, né le 19 novembre 1876 à Paris 16e et mort le 20 mars 1965 à Paris dans le 18e arrondissement, est un athlète français spécialiste du 1 500 m, du steeple et des courses de fond. Après sa carrière sportive, il devient graveur, illustrateur et caricaturiste.

## Biographie

### Carrière sportive
Louis de Fleurac, champion de France de 4 000 mètres steeple à 9 reprises sur 11 saisons de rang, obtient avec Joseph Dréher et Paul Lizandier la médaille de bronze du 3 miles par équipe lors des Jeux olympiques d'été de 1908 à Londres. Au cours de ces mêmes Jeux olympiques, il participe également au 1 500 mètres et au 3 200 mètres steeple, sans atteindre les finales.

#### Palmarès
- Jeux olympiques de 1908 à Londres :  médaille de bronze du 3 miles par équipe.
- Championnats de France d'athlétisme 1901 à Paris : médaille d'or du 4 000 mètres steeple.
- Championnats de France d'athlétisme 1902 à Paris : médaille d'or du 4 000 mètres steeple.
- Championnats de France d'athlétisme 1903 à Paris : médaille d'or du 4 000 mètres steeple.
- Championnats de France d'athlétisme 1903 à Paris : médaille d'or du 1 500 mètres.
- Championnats de France d'athlétisme 1904 à Paris : médaille d'or du 4 000 mètres steeple.
- Championnats de France d'athlétisme 1905 à Paris : médaille d'or du 4 000 mètres steeple.
- Championnats de France d'athlétisme 1907 à Paris : médaille d'or du 4 000 mètres steeple.
- Championnats de France d'athlétisme 1908 à Paris : médaille d'or du 4 000 mètres steeple.
- Championnats de France d'athlétisme 1910 à Paris : médaille d'or du 4 000 mètres steeple.
- Championnats de France d'athlétisme 1911 à Paris : médaille d'or du 4 000 mètres steeple.
- Prix Roosevelt (3 miles du RCF): 1902, 1904, 1905 et 1907.
- Challenge Lemonnier (Versailles-Paris): 1903 (deuxième en 1904, et quatrième en 1902).
- Vainqueur du Challenge du mile avec l'équipe du RCF (associé à Michel Soalhat et Georges Filiâtre), face à la Société Athlétique de Montrouge, en mai 1904[2].